# Tillandsia wilinskii
Tillandsia wilinskii là một loài thực vật có hoa trong họ Bromeliaceae. Loài này được Gouda mô tả khoa học đầu tiên năm 2002.